# Сан Роко (Ђенова)
Сан Роко је насеље у Италији у округу Ђенова, региону Лигурија.
Према процени из 2011. у насељу је живело 221 становника. Насеље се налази на надморској висини од 200 м.